# Beaurecueil
Beaurecueil település Franciaországban, Bouches-du-Rhône megyében. Lakosainak száma 595 fő (2022. január 1.). Beaurecueil Châteauneuf-le-Rouge, Meyreuil, Saint-Antonin-sur-Bayon, Saint-Marc-Jaumegarde, Le Tholonet és Vauvenargues községekkel határos.

## Népesség
A település népességének változása:
| Lakosok száma | 259  | 458  | 510  | 611  | 539  | 578  | 582  | 593  | 600  | 595  |
|               | 1968 | 1982 | 1990 | 2006 | 2013 | 2015 | 2017 | 2019 | 2020 | 2022 |